# サンタマルガリータインビテーショナルハンデキャップ
サンタマルガリータインビテーショナルステークス（Santa Margarita Invitational Stakes）は、アメリカ合衆国カリフォルニア州のサンタアニタパーク競馬場にて開催される競馬の競走である。

## 概要
グレード制ではG2に類される。ダート9ハロンで施行され、出走条件は4歳以上牝馬。西海岸の有力古馬牝馬を中心に、有力馬が多く集まるレースである。サンタマルガリータ招待ステークスと表記されることも多い。主な勝ち馬は1945年のBusher、1950年のTwo Lea、1968年のGamely、1970年のGallant Bloom、1973年のSusan's Girlなど。
長らくG1に格付けされていたが、2019年よりG2に降格されることになった。

## 近年の勝ち馬
- 2025年- Seismic Beauty
- 2024年- Adare Manor
- 2023年- Adare Manor
- 2022年- Blue Stripe
- 2021年- As Time Goes By
- 2019年- Paradise Woods
- 2018年- Fault
- 2017年- Vale Dori
- 2016年- Tara's Tango
- 2015年- Warren's Veneda[2]
- 2014年- Let Faith Arise
- 2013年- Joyful Victory
- 2012年- Include Me Out
- 2011年- Miss Match
- 2010年- Zenyatta
- 2009年- Life Is Sweet
- 2008年- Nashoba's Key
- 2007年- Balance
- 2006年- Healthy Addiction
- 2005年- Tarlow
- 2004年- Adoration
- 2003年- Starrer
- 2002年- Azeri
- 2001年- Lazy Slusan
- 2000年- Riboletta